# Dennhausen

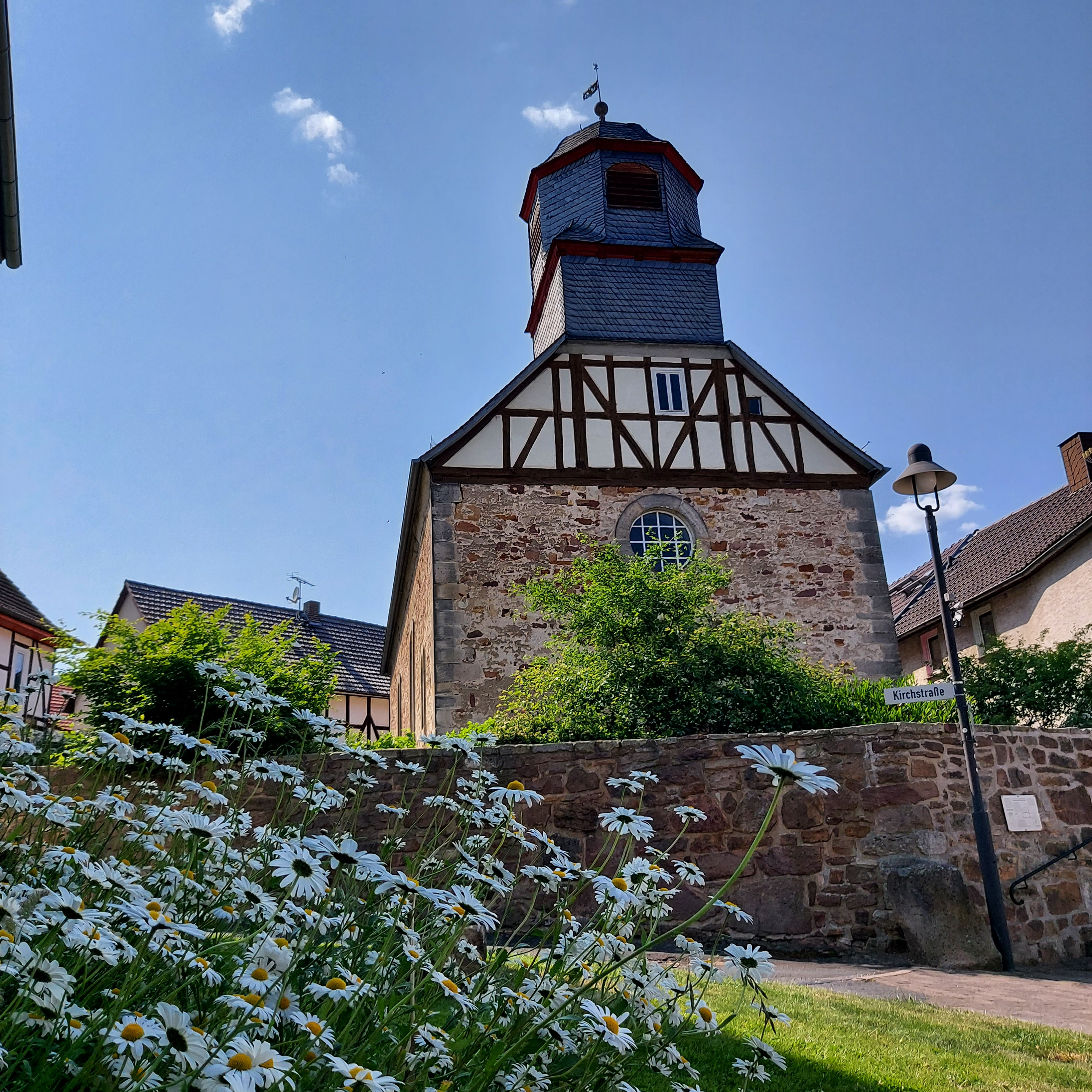
Kirche und umgebender alter Fachwerkhausbestand

Dennhausen ist ein Ortsteil von Fuldabrück im Landkreis Kassel in Hessen.

## Geographie
Der Ort liegt in einer Schleife der Fulda an der Söhre. Er hat gemeinsam mit Dittershausen 2834 Einwohner (Stand: 31. Dezember 2005). Die Bebauungen von Dennhausen und Dittershausen gehen ineinander über. Dorfmittelpunkt ist der so genannte "Dalles", der Platz im Kreuzungsbereich der Haupt- und Dörnhagener Straße. Westlich befindet sich das Autobahnkreuz Kassel-West. Dort kreuzen sich die Bundesautobahn 44 und die Bundesautobahn 49. Die Landesstraße 3124 führt durch den Ort.

## Geschichte
Dennhausen wird im Jahre 1253 erstmals als Tenhusen erwähnt. Der jetzige Ortsname ist erst seit 1744 gebräuchlich. Im Ort besaß das Kloster Breitenau (heute Guxhagen) seit 1253 Grundbesitz und ein Drittel der Fischerei. 1289 wird zum ersten Mal die Pfarrei erwähnt. Die mittelalterliche Kirche wurde 1730 erneuert.

### Einwohnerentwicklung
| Dennhausen: Einwohnerzahlen von 1834 bis 1970 | Dennhausen: Einwohnerzahlen von 1834 bis 1970 | Dennhausen: Einwohnerzahlen von 1834 bis 1970 | Dennhausen: Einwohnerzahlen von 1834 bis 1970 | Dennhausen: Einwohnerzahlen von 1834 bis 1970 |
| --- | --------------------------------------------- | --------------------------------------------- | --------------------------------------------- | --------------------------------------------- |
| Jahr |                                               |                                               |                                               | Einwohner                                     |
| 1834 | 1834                                          |                                               | 290                                           | 290                                           |
| 1840 | 1840                                          |                                               | 316                                           | 316                                           |
| 1846 | 1846                                          |                                               | 314                                           | 314                                           |
| 1852 | 1852                                          |                                               | 332                                           | 332                                           |
| 1858 | 1858                                          |                                               | 323                                           | 323                                           |
| 1864 | 1864                                          |                                               | 333                                           | 333                                           |
| 1871 | 1871                                          |                                               | 356                                           | 356                                           |
| 1875 | 1875                                          |                                               | 357                                           | 357                                           |
| 1885 | 1885                                          |                                               | 435                                           | 435                                           |
| 1895 | 1895                                          |                                               | 473                                           | 473                                           |
| 1905 | 1905                                          |                                               | 555                                           | 555                                           |
| 1910 | 1910                                          |                                               | 609                                           | 609                                           |
| 1925 | 1925                                          |                                               | 665                                           | 665                                           |
| 1939 | 1939                                          |                                               | 718                                           | 718                                           |
| 1946 | 1946                                          |                                               | 1.034                                         | 1.034                                         |
| 1950 | 1950                                          |                                               | 985                                           | 985                                           |
| 1956 | 1956                                          |                                               | 880                                           | 880                                           |
| 1961 | 1961                                          |                                               | 888                                           | 888                                           |
| 1967 | 1967                                          |                                               | 1.073                                         | 1.073                                         |
| 1970 | 1970                                          |                                               | 1.973                                         | 1.973                                         |
| Datenquelle: Historisches Gemeindeverzeichnis für Hessen: Die Bevölkerung der Gemeinden 1834 bis 1967. Wiesbaden: Hessisches Statistisches Landesamt, 1968. |                                               |                                               |                                               |                                               |